# Сковородка (Псковская область)
Сковородка — деревня в Струго-Красненском районе Псковской области России. Входит в состав сельского поселения «Марьинская волость». Численность населения деревни составляет на 2000 год — 67 жителей, на 2010 год — 44 жителя.

## География
Деревня расположена в северо-западной части района, в 73 км к северо-востоку от города Псков, в 13 км от административного центра района посёлка городского типа Струги Красные, в 18 км от бывшего волостного центра — деревни Сиковицы.
Экологическая обстановка весьма благоприятна. Живописное озеро Барское.

## История
Название получила из-за особенности рельефа местности: плоская низина в окружении возвышенности.
Согласно Закону Псковской области от 28 февраля 2005 года деревня Сковородка вошла в состав образованного муниципального образования Сиковицкая волость.
До апреля 2015 года деревня Сковородка входила в Сиковицкую волость.
В соответствии с Законом Псковской области от 30 марта 2015 года № 1508-ОЗ деревня Сковородка, вместе с другими селениями упраздненной Сиковицкой волости, вошла в состав образованного муниципального образования «Марьинская волость».

## Население
| 2001 | 2002 | 2010 | 2011 |
| ---- | ---- | ---- | ---- |
| 67   | →67  | ↘36  | ↗44  |

## Инфраструктура
На территории деревни расположено 29 дворов. В летнее время население увеличивается за счёт дачников.

## Транспорт
Имеется автобусное сообщение с райцентром.
До ближайшей железнодорожной станции — 13 км.